# Bahamas ai Giochi della XVII Olimpiade
Le Bahamas parteciparono ai Giochi della XVII Olimpiade che si sono svolti a Roma dal 25 agosto all'11 settembre 1960, con una delegazione di 13 atleti impegnati in due discipline: atletica leggera e vela.
Fu la terza partecipazione di questo paese ai Giochi olimpici. Non furono conquistate medaglie.